# Оооо/Брудний і милий (сингл)
Оооо/Брудний і милий — сьомий сингл українського гурту Друга Ріка з сьомого студійного альбому Піраміда, який було випущено 30 листопада 2018 року. Також композиція стала саундтреком до української комедії за участі Валерія Харчишина — «Зустріч однокласників».

## Про сингл
Для гурту пісня Брудний і Милий трохи незвична робота. Річ у тому, що зазвичай група спершу творить музику, а тоді під неї Валерій Харчишин пише текст. Але у цьому випадку все було інакше. Музикант написав спершу навіть не тест, а повноцінний вірш, який пізніше довелося серйозно скорочувати і вже під нього писати музику. І робилося це з однією дуже пам’ятною думкою:
|                                 | «Пісня, коли задумувалася, коли записувалася, вона була присвячена Кузьмі Скрябіна. Коли я записував вокал мені здавалося, що цю пісню добре заспівав би Кузьма. І мабуть від цієї думки я і почав співати дещо схоже на Андрія» |
| — Валерій Харчишин, лідер гурту | |

## Список композицій
| #  | Назва                  | Тривалість |
| -- | ---------------------- | ---------- |
| 1. | «Оооо/Брудний і милий» | 5:11       |

## Учасники запису
Друга Ріка
- Валерій Харчишин — вокал
- Олександр Барановський — гітара
- Дорошенко Олексій — ударні
- Біліченко Сергій — гітара
- Сергій Гера (Шура) — клавішні
- Андрій Лавриненко — бас-гітара

Запрошені музиканти
- Андрій Войчук — цимбали

## Чарти
| Чарт (2018)                   | Позиція |
| ----------------------------- | ------- |
| Ukraine Top 40                | 11      |
| Ukraine Top 20                | 6       |
| Rock Top 20                   | 4       |
| Ukraine Dance Top 20          | 6       |
| Top City & Country Radio Hits | 76      |